# Kasey Palmer
Kasey Remel Palmer (Londres, Inglaterra, 9 de noviembre de 1996) es un futbolista jamaicano que juega de centrocampista en el Hull City A. F. C. de la EFL Championship de Inglaterra.

## Selección nacional
El 25 de marzo de 2021 debutó con la selección de Jamaica en un amistoso ante Estados Unidos que perdieron por 4-1.

### Participaciones en Copas América
| Torneo            | Sede           | Resultado    | Partidos | Goles |
| ----------------- | -------------- | ------------ | -------- | ----- |
| Copa América 2024 | Estados Unidos | Primera fase | 3        | 0     |

## Clubes
| Club                                | País       | Año       |
| ----------------------------------- | ---------- | --------- |
| Chelsea F. C.                       | Inglaterra | 2016-2019 |
| Huddersfield Town A. F. C. (cedido) | Inglaterra | 2016-2018 |
| Derby County F. C. (cedido)         | Inglaterra | 2018      |
| Blackburn Rovers F. C. (cedido)     | Inglaterra | 2018-2019 |
| Bristol City F. C. (cedido)         | Inglaterra | 2019      |
| Bristol City F. C.                  | Inglaterra | 2019-2022 |
| Swansea City A. F. C. (cedido)      | Gales      | 2020-2021 |
| Coventry City F. C.                 | Inglaterra | 2022-2024 |
| Hull City A. F. C.                  | Inglaterra | 2024-act. |

## Palmarés

### Títulos internacionales
| Título                  | Club                 | País  | Año     |
| ----------------------- | -------------------- | ----- | ------- |
| Liga Juvenil de la UEFA | Chelsea F. C. sub-19 | Suiza | 2015-16 |